# Æthelwine (évêque de Wells)
Pour les articles homonymes, voir Æthelwine.
Æthelwine est un prélat anglais du début du XIe siècle. Il est le dixième évêque de Wells.

## Biographie
Avant d'être évêque, Æthelwine est abbé du monastère d'Evesham, dans le Worcestershire. Il est choisi pour succéder à Lyfing lorsque ce dernier devient archevêque de Cantorbéry, en 1013. La date de sa consécration épiscopale est inconnue et il n'est attesté comme évêque qu'en 1018, cinq ans plus tard. Sa dernière apparition est sur une charte produite entre 1021 et 1023.
D'après le chroniqueur du XIIe siècle Guillaume de Malmesbury, Æthelwine est déposé au profit de Brihtwine, puis rétabli, puis à nouveau déposé, toujours au profit de Brihtwine. Pour l'historienne Susan Kelly, ce récit reflète peut-être une confusion entre les deux évêques de Sherborne du début du XIe siècle nommés Brihtwine d'une part et les évêques de Wells nommés Brihtwine et Brihtwig d'autre part.